# Gretl
gretl（意為Gnu Regression, Econometrics and Time-series Library，以此縮寫作為軟體名）是一种可以编纂和解析计量经济学数据的开放源代码软件。它可以和X-12-ARMA、TRAMO／SEATS和R语言一起使用。gretl用C语言写成，使用gnuplot制图。
gretl自身的文件格式是XML，但它还可输入Excel、Gnumeric、Stata、EViews、RATS、GNU Octave、Comma Separated Values、PcGive、JMulTi、SPSS和ASCII文件，也可以输出到GNU Octave、GNU R、JMulTi和PcGive文件格式。